# Pieralberto Carrara
Pieralberto Carrara (14 lutego 1966 w Bergamo) – włoski biathlonista, wicemistrz olimpijski i pięciokrotny medalista mistrzostw świata.

## Kariera
W zawodach Pucharu Świata zadebiutował 17 stycznia 1985 roku w Oberhofie, zajmując 24. miejsce w biegu indywidualnym. Tym samym już w debiucie zdobył pierwsze punkty. Na podium zawodów tego cyklu po raz pierwszy stanął 17 stycznia 1991 roku w Ruhpolding, wygrywając rywalizację w tej samej konkurencji. W zawodach tych wyprzedził swego rodaka, Andreasa Zingerle i Eirika Kvalfossa z Norwegii. W kolejnych startach jeszcze osiem razy stawał na podium: w biegu indywidualnym był trzeci 31 stycznia 1991 roku w Oberhofie i drugi 11 lutego 1998 roku w Nagano, w sprincie był drugi 19 stycznia 1991 roku w Ruhpolding, 22 stycznia 1994 roku i 18 stycznia 1997 roku w Anterselvie, a 23 stycznia 1993 roku w Anterselvie był najlepszy; ponadto 9 grudnia 1995 roku w Östersund był trzeci w biegu pościgowym, a 16 marca 1997 roku w Nowosybirsku zajął drugie miejsce w biegu masowym. Najlepsze wyniki osiągnął w sezonie 1992/1993, kiedy zajął trzecie miejsce w klasyfikacji generalnej. Wyprzedzili go jedynie Mikael Löfgren ze Szwecji i Niemiec Mark Kirchner.
W 1987 roku wystąpił na mistrzostwach świata w Lake Placid, zajmując 42. miejsce w sprincie. Na rozgrywanych trzy lata później mistrzostwach świata w Mińsku/Oslo/Kontiolahti wspólnie z Wilfriedem Pallhuberem, Johannem Passlerem i Andreasem Zingerle zdobył złoty medal w sztafecie. W tym samym składzie Włosi zwyciężyli także podczas mistrzostw świata w Borowcu w 1993 roku. W 1994 roku rozegrano mistrzostwa świata w Canmore, gdzie zawodnicy rywalizowali tylko w biegu drużynowym. Reprezentacja Włoch złożona z Pieralberto Carrary, Huberta Leitgeba, Andreasa Zingerle i Wilfrieda Pallhubera zdobyła złoty medal, wyprzedzając Rosjan i Niemców. Zdobył ponadto brązowe medale w biegu drużynowym podczas mistrzostw świata w Ruhpolding w 1996 roku i w sztafecie podczas mistrzostw świata w Osrblie rok później. W startach indywidualnych najbliżej medalu był na MŚ 1996 w Ruhpolding, gdzie był czwarty w sprincie, przegrywając walkę o podium z rodakiem - René Cattarinussim o 0,2 sekundy.
Jego olimpijski debiut miał miejsce podczas igrzysk w Calgary w 1988 roku, gdzie zajął 13. miejsce w sprincie. Na rozgrywanych cztery lata później igrzyskach olimpijskich w Albertville w tej samej konkurencji zajął 41. miejsce, a w sztafecie był czwarty. Na igrzyskach olimpijskich w Lillehammer w 1994 roku zajął 15. miejsce w biegu indywidualnym, 23. w sprincie i szóste w sztafecie. Brał też udział w igrzyskach w Nagano w 1998 roku, gdzie zdobył swój jedyny medal olimpijski. W biegu indywidualnym zajął tam drugie miejsce, rozdzielając Norwega Halvarda Hanevolda i reprezentującego Białoruś Alaksieja Ajdaraua. Na tej samej imprezie zajął też dziesiąte miejsce w sprincie i dziewiąte w sztafecie.

## Osiągnięcia

### Igrzyska olimpijskie
| Rok  | Miejscowość | Konkurencje | Konkurencje | Konkurencje | Konkurencje | Konkurencje | Konkurencje | Konkurencje |
| Rok  | Miejscowość | IN          | SP          | PU          | MS          | RL          | MR          | SR          |
| ---- | ----------- | ----------- | ----------- | ----------- | ----------- | ----------- | ----------- | ----------- |
| 1988 | Calgary     | –           | 13.         | nd.         | nd.         | –           | nd.         | –           |
| 1992 | Albertville | –           | 41.         | nd.         | nd.         | 4.          | nd.         | –           |
| 1994 | Lillehammer | 15.         | 23.         | nd.         | nd.         | 6.          | nd.         | –           |
| 1998 | Nagano      | 2.          | 10.         | nd.         | nd.         | 9.          | nd.         | –           |

### Mistrzostwa świata
| Rok  | Miejscowość            | Konkurencje | Konkurencje | Konkurencje | Konkurencje | Konkurencje | Konkurencje | Konkurencje |
| Rok  | Miejscowość            | IN          | SP          | PU          | MS          | RL          | MR          | SR          |
| ---- | ---------------------- | ----------- | ----------- | ----------- | ----------- | ----------- | ----------- | ----------- |
| 1987 | Lake Placid            | –           | 42.         | nd.         | nd.         | –           | nd.         | –           |
| 1990 | Mińsk/Oslo/Kontiolahti | –           | 14.         | nd.         | nd.         | 1.          | nd.         | –           |
| 1991 | Lahti                  | 59.         | 14.         | nd.         | nd.         | 4.          | nd.         | –           |
| 1993 | Borowec                | –           | 6.          | nd.         | nd.         | 1.          | nd.         | –           |
| 1995 | Anterselva             | 43.         | 9.          | nd.         | 4.          | nd.         | –           | –           |
| 1996 | Ruhpolding             | 18.         | 4.          | nd.         | nd.         | 10.         | nd.         | –           |
| 1997 | Osrblie                | 38.         | DNF         | –           | nd.         | 3.          | nd.         | –           |
| 1998 | Pokljuka/Hochfilzen    | nd.         | nd.         | 19.         | nd.         | nd.         | nd.         | –           |
| 1999 | Kontiolahti/Oslo       | –           | 34.         | 44.         | –           | 8.          | nd.         | –           |

### Puchar świata

#### Miejsca w klasyfikacji generalnej
| Sezon     | Miejsce |
| --------- | ------- |
| 1984/1985 | 63.     |
| 1985/1986 | 67.     |
| 1986/1987 | 80.     |
| 1987/1988 | 41.     |
| 1988/1989 | 27.     |
| 1989/1990 | 32.     |
| 1990/1991 | 5.      |
| 1991/1992 | 33.     |
| 1992/1993 | 3.      |
| 1993/1994 | 16.     |
| 1994/1995 | 11.     |
| 1995/1996 | 4.      |
| 1996/1997 | 20.     |
| 1997/1998 | 17.     |
| 1998/1999 | 56.     |
| 1999/2000 | 58.     |

#### Miejsca na podium w zawodach chronologicznie
| Lp. | Dzień       | Rok  | Miejscowość | Konkurencja                | Lokata | Pudła   | Czas biegu | Strata | Zwycięzca        |
| --- | ----------- | ---- | ----------- | -------------------------- | ------ | ------- | ---------- | ------ | ---------------- |
| 1.  | 17 stycznia | 1991 | Ruhpolding  | Bieg indywidualny na 20 km | 1.     | 0+0+0+0 | 53:12,7    | –      | –                |
| 2.  | 19 stycznia | 1991 | Ruhpolding  | Sprint na 10 km            | 2.     | 0+0     | 27:16,4    | +2,2   | Siergiej Tarasow |
| 3.  | 31 stycznia | 1991 | Oberhof     | Bieg indywidualny na 20 km | 3.     | 1+0+0+1 | 56:39,2    | +57,5  | Mark Kirchner    |
| 4.  | 23 stycznia | 1993 | Anterselva  | Sprint na 10 km            | 1.     | 0+0     | 26:47,8    | –      | –                |
| 5.  | 22 stycznia | 1994 | Anterselva  | Sprint na 10 km            | 2.     | 0+0     | 26:47,0    | +6,4   | Frank Luck       |
| 6.  | 9 grudnia   | 1995 | Östersund   | Bieg pościgowy na 12,5 km  | 3.     | 0+0     | 27:07,0    | +17,3  | Ludwig Gredler   |
| 7.  | 18 stycznia | 1997 | Anterselva  | Sprint na 10 km            | 2.     | 0+0     | 27:06,7    | +14,9  | Wiktor Majgurow  |
| 8.  | 16 marca    | 1997 | Nowosybirsk | Bieg masowy na 15 km       | 2.     | 0+0+0+2 | 29:23,6    | +7,3   | Wolfgang Perner  |
| 9.  | 11 lutego   | 1998 | Nagano      | Bieg indywidualny na 20 km | 2.     | 0+0+0+0 | 56:14,4    | +7,5   | Halvard Hanevold |